# Mariage secret (film, 1989)
Pour le film américain, voir Mariage secret (film, 1934).
Pour plus de détails, voir Fiche technique et Distribution.
Mariage secret (Boda secreta) est un film argentin réalisé par Alejandro Agresti, sorti en 1989. Le film n'a été montré en Argentine qu'en 2004, 15 après sa sortie.

## Fiche technique
- Titre : Mariage secret
- Titre original : Boda secreta
- Réalisation : Alejandro Agresti
- Scénario : Alejandro Agresti
- Musique : Paul M. van Brugge
- Photographie : Alejandro Agresti et Ricardo Rodràguez
- Montage : René Wiegmans
- Production : Andre Bennett, Juan Collini, Kees Kasander, Denis Wigman et Brigitte Young
- Société de production : Allarts Enterprises, Cinephile Limited et Movie Centre Tri-Production
- Pays :  Argentine,  Canada et  Pays-Bas
- Genre : Drame
- Durée : 95 minutes
- Dates de sortie : 
  -  Canada : 18 août 1989
  -  Pays-Bas : 10 novembre 1989

## Distribution
- Tito Haas : Fermín
- Mirta Busnelli : Tota
- Sergio Poves Campos : Pipi
- Nathán Pinzón : Cura
- Floria Bloise : Mme. Patricia
- Elio Marchi : Leandro
- Carlos Roffé : Merello

## Distinctions
Le film a remporté le Veau d'or du meilleur film.